# Мезенозавр
Мезенозавр (лат. Mesenosaurus romeri) — вид синапсид из клады Eupelycosauria, представитель семейства варанопид. Считался единственным видом в составе рода Mesenosaurus до открытия Mesenosaurus efremovi в 2019 году. Ископаемые остатки найдены в отложениях средней перми Восточной Европы (Россия) экспедицией палеонтолога Ефремова в 1938 году. По меркам пеликозавров считается мелким животным.

## Этимология
Родовое название Mesenosaurus означает «ящер с Мезени», поскольку черепа и скелеты этих животных были обнаружены в глинистых известняках красного цвета в месте, расположенном у реки Мезень в Архангельской области.

## Систематика
Первое описание этих животных выполнил знаменитый русский писатель-фантаст и палеонтолог И. А. Ефремов по черепу из месторождения Киселиха (изначально вид и род были описаны только по частично сохранившемуся черепу), причём описал он их как пеликозавров, считая первой «настоящей» рептилией. Затем их долгое время считали диапсидами, и в 1956 году палеонтолог Ромер выделил их в отдельное семейство мезенозаврид (Mesenosauridae), принадлежащее к отряду миллерозавров (Millerosauria), а их сходство с примитивными представителями пеликозавров считалось поверхностным. Причём весьма любопытно, что неясность родства мезенозавра оставалась вплоть до 1980-х годов, к примеру, в книге «Живое прошлое Земли» М. Ф. Ивахненко и В. А. Корабельникова он отнесён к эозухиям — возможным предкам архозавров. После находок дополнительных экземпляров мезенозавр был переизучен и окончательно отнесён к группе варанопид — хищных пеликозавров небольшого размера, останки которых находят в отложениях от верхнего карбона до верхней перми Северной Америки, Европы и Африки, но в последнее время, однако, точно неясно положение самой этой группы.
Более позднее исследование черепов мезенозавра, опубликованное в 2001 году, подтвердило его принадлежность эупеликазавридным синапсидам семейства варанопид (Varanopidae).

## Места и древность находок
Ископаемые останки этих рептилий содержит целый ряд месторождений бассейна реки Мезень Архангельской области: Киселиха (типовое), Усть-Пёза, Усть-Няфта, Глядная Щелья, Дорогая Гора, Козьмогородское, Пёза-1, Петрова Щелья, Мезенский район; Усть-Вашка, Лешуконское, Нисогора и Лешуконский район, причём они составляют до 15 % от всех находок в коллекциях из красных мергелей Мезени, и довольно часто встречаются полные скелеты.
Остатки мезенозавра были найдены в отложениях средней перми возрастом 272,5—265,0 млн лет (в некоторых источниках также сообщается, что обитал мезенозавр на нашей планете и в эпоху верхнего карбона, в общей сложности временной промежуток оценивается примерно в 300—260 миллионов лет назад). Если быть совсем точным, останки мезенозавра происходят из краснощельской свиты и нерасчленённых верхнеказанского подъяруса — уржумского яруса, относящихся к биармийскому отделу, что как раз соответствует средней перми.
В 2004 году был обнаружен скелет ещё одного варанопсеида — пёзии (Pyozia), рептилии, чуть уступавшей мезенозавру в размерах, длина черепа которой составляла около 4 сантиметров (правда, найдена была молодая особь). Зубы её, в отличие от мезенозавра, уменьшались в заднем направлении. Она также могла питаться насекомыми. Наряду с пёзией мезенозавр является пока что единственным известным науке представителем варанопсеид, чьи останки были обнаружены в Восточной Европе.

## Описание, морфологические признаки
Мезенозавр представлял из себя некрупную рептилию, внешне напоминающую ящерицу. Длина их тела достигала 50 сантиметров (в некоторых источниках — 40 сантиметров, иногда встречается значение 30 сантиметров), одного из скелетов, выставленных в музее — 37 сантиметров. Имели грацильный (то есть тонкий и хрупкий) скелет, длинные конечности с удлинёнными пальцами, которые были снабжены хорошо развитыми когтевыми фалангами.
Строение мезенозавра было очень примитивным и своеобразным, что и вызвало сложности в определении его родственных связей. Череп этого ящера имел длину в 5—6 сантиметров, он был очень узким и удлинённым, и был как минимум в два раза выше, чем таковой у уже упомянутого его родственника археовенатора. Голова была небольшой и заострённой. Морда тоже была сужена, но лишь слегка. Кости крыши черепа имели бугорчатые остеодермы. Височное окно имело удлинённую овальную форму, размером не меньше орбит, которые, в свою очередь, были крупными, овальными, с приподнятыми краями. Глаза мезенозавра были большими, особенно крупным был теменной глаз. Надвисочные кости имели форму выступающих назад рожков. Теменное отверстие мезенозавров было округлым, расположено было у заднего края крыши черепа, а теменные кости впереди глубоко вклинивались между лобными. Крыловидные кости обладали очень сильными отростками и несли от шести до семи зубов, направленных вперёд. Зубы были режущими, разного размера, в частности, те, что находились на нёбе, были несколько укрупнены и располагались полосами на высоких гребнях. Имелись также длинные зубы в форме клыков. А на парасфеноиде зубы отсутствовали. Резцовая межчелюстная кость выходила за пределы ноздрей.
Челюстное сочленение у мезенозавра находилось далеко позади затылочного, нижняя часть была округлой в поперечном сечении. Челюсти у этого пресмыкающегося обладали острыми, сильно загнутыми назад зубами, у которых по заднему краю был хорошо развитый режущий кант с зазубринами. Спереди 2—3 зуба верхнечелюстной кости были клыкообразно увеличены. Всего на верхней челюсти располагалось 24 зуба.
Среди анатомических особенностей мезенозавра следует также выделить удлинённую шею, короткие спинные рёбра, широкую крестцовую кость, очень стройный хвост. У этой рептилии лопатка и коракоид, в отличие от многих других животных, соединены не были. Локтевая и большеберцовая кости были прямее и располагались ближе друг к другу. Само тело имело вытянутую форму, хвост был длинным.

## Палеобиология ипалеоэкология
Это было некрупное подвижное существо, способное лазать по скалам и деревьям. Питалось оно, вероятно, мелкими позвоночными и насекомыми.
Так называемый «Мезенский фаунистический комплекс» (который, кстати говоря, включал не только варанопсеид мезенозавров и пёзий, но также казеид) мог существовать одновременно с Очёрской фауной, но в иных условиях, к примеру, в зоне зарослей каламитовых растений на заболоченных берегах больших водоёмов.